# Helmut Schelsky
Helmut Schelsky, född 14 oktober 1912 i Chemnitz, död 24 februari 1984 i Münster, var en tysk sociolog. Han var professor i sociologi vid Bielefelds universitet. Schelsky tillhörde Leipzigskolan och publicerade böcker om bland annat social stratifiering, familjens sociologi och sexualitetens sociologi.

## Biografi
Helmut Schelsky föddes i Chemnitz i Sachsen år 1912. År 1935 disputerade han vid Leipzigs universitet med avhandlingen Theorie der Gemeinschaft nach Fichtes „Naturrecht“ von 1796. Fyra år senare genomförde han sin habilitation vid Königsbergs universitet med en avhandling om Thomas Hobbes politiska teori.
Under 1930-talet anslöt sig Schelsky till den så kallade Leipzigskolan; andra medlemmar var Hans Freyer, Arnold Gehlen, Gunter Ipsen, Heinz Maus, Karl Heinz Pfeffer och Gotthard Günther. Efter Tredje rikets fall 1945 gick han med i Tyska Röda korset. År 1949 blev Schelsky professor vid Hochschule für Arbeit und Politik i Hamburg och efter fyra år professor vid Hamburgs universitet. Från 1960 till 1970 var han professor vid Münsters universitet; sistnämnda år utnämndes han till professor vid det nyinrättade universitetet i Bielefeld.